# Понтинвреа
Понтинвреа (итал. Pontinvrea) је насеље у Италији у округу Савона, региону Лигурија.
Према процени из 2011. у насељу је живело 374 становника. Насеље се налази на надморској висини од 443 м.

## Становништво
Према резултатима пописа становништва 2011. у општини је живело 846 становника.
| 1931. | 1936. | 1951. | 1961. | 1971. | 1981. | 1991. | 2001. | 2011. |
| ----- | ----- | ----- | ----- | ----- | ----- | ----- | ----- | ----- |
| 982   | 934   | 860   | 713   | 628   | 734   | 759   | 822   | 846   |